# Annabel Lyon
Annabel Lyon (* 1971 in Brampton, Ontario, Kanada) ist eine kanadische Schriftstellerin.

## Leben
Annabel Lyon wuchs in Coquitlam in der kanadischen Provinz British Columbia auf. Ihren Bachelor-Abschluss in Philosophie machte sie an der Simon Fraser University und ihren Master in Kreativem Schreiben an der University of British Columbia, wo sie auch ein Jahr lang Jura studierte.
Mit ihrer Kurzgeschichtensammlung Oxygen debütierte Lyon im Jahr 2000 als Schriftstellerin. Ihre zweite Veröffentlichung The Best Thing for You, drei zusammenhängende Kurznovellas, wurde 2005 für den Ethel Wilson Fiction Prize nominiert. Mit ihrem Roman The Golden Mean, welcher eine fiktive Geschichte zwischen Alexander der Große und dessen Lehrer Aristoteles erzählt, schaffte sie im Jahr 2010 das Kunststück als einzige Autorin für die drei großen kanadischen Literaturpreise, Scotiabank-Giller-Preis, Governor General’s Award for English-language fiction und Rogers Writers’ Trust Fiction Prize, nominiert zu werden, wobei sie mit letzterem ausgezeichnet wurde.
In deutscher Sprache erschien bisher ihr zweites Buch, All-Season Edie. Das Jugendbuch wurde 2010 in einer Übersetzung von Maria Meinel im Verlag Beltz & Gelberg veröffentlicht.

## Werke (Auswahl)
Kurzgeschichten
- Oxygen (2000)
- The Best Thing for You (2004)
- Saturday Night Function (2004)
- Imagining ancient women. 2012. Henry Kreisel Memorial Lecture Series, University of Alberta Press

Romane
- All-Season Edie (2009)
  - Mein verflixt-verdrehtes Jahr. Beltz & Gelberg 2010 ISBN 978-3-407-74194-3
- The Golden Mean (2009)
- Encore Edie (2010)
- The Sweet Girl (2012)